# Wazirpur
Wazirpur (en bengali : উজিরপুর) est une upazila du Bangladesh dans le district de Barisal. En 1991, on y dénombrait 227 115 habitants.